# دورين فالينتي
دورين إديث دوميني فالينتي (4 يناير 1922 - 1 سبتمبر 1999) هي سيدة دين ويكية إنجليزية والمسؤولة عن وضع معظم الشعائر الدينية الأولية ضمن تقليد الويكا الجاردنيرية. كذلك نشرت أربعة كتب تناولت فيها ديانة الويكا وغيرها من المواضيع المرتبطة بالتقاليد الباطنية وذلك فضلًا عن كونها مؤلفة وشاعرة.
ولدت فالينتي في كنف عائلة تنتمي للطبقة الوسطى في مقاطعة سري وشرعت بممارسة السحر أثناء فترة مراهقتها. عملت كمترجمة في مركز حديقة بلتشلي إبان الحرب العالمية الثانية وتزوجت مرتين خلال هذه الفترة من حياتها. وسعت فالينتي آفاق اهتمامها بالخفيانية عقب الحرب بعدما باشرت ممارسة السحر الشعائري مع أحد أصدقائها حين كانت تعيش في مدينة بورنموث. جاء التحاقها بالتقليد الجاردنيري على يد مؤسسه جيرالد جاردنر في عام 1953 على خلفية تعرفها على ديانة الويكا. سرعان ما أضحت فالينتي كبيرة كاهنات مجمع سحرة بريكت وود الذي أسسه جاردنر وساعدته على إنتاج أو اعتماد العديد من النصوص الكتابية الهامة الخاصة بالديانة الويكية على غرار كتاب رونية الساحرات وكتاب تكليف الإلهة اللَذين دُمج محتواهما ضمن كتاب الظلال الجاردنيري في نسخه الأولى. أفضى انشقاقٌ ديني حاصل إلى ترك فالينتي واتباعها لجاردنر في عام 1957 بهدف تشكيل مجمع سحرتهم الخاص غير أنه لم يدم طويلًا. التحقت بمجمع سحرة رايموند هاورد المكرس للإله آثو في عام 1963 وجاء ذلك على إثر استقصائها عن التقليد الويكي الذي أرساه تشارلز كارديل. انتقلت فالينتي في السنة اللاحقة للعمل مع روبرت كوكرن في مجمع سحرة عشيرة توبال قايين الذي أسسه كوكرن غير أنها انفصلت عن هذه الجماعة في وقتٍ لاحق.
لعبت فالينتي دورًا رياديًا في كل من منظمتي رابطة أبحاث الشعوذة ومن ثم الجبهة الوثنية خلال ستينيات وسبعينيات القرن العشرين وذلك حرصًا منها على الارتقاء بدينها والدفاع عنه. كذلك شهدت السبعينيات انخراطها في السياسة اليمينية لفترةٍ وجيزة بالإضافة إلى أنها أصبحت مولعة بملاحقة ظواهر الخطوط المستقيمة الواصلة بين المواقع الأثرية ودعمها لأفكار ومعتقدات حركة خفايا الأرض. كتبت فالينتي مقالات تناولت فيها مواضيع مرتبطة بالتقاليد الباطنية لعدة مجلات. وألفت أيضًا عددًا من الكتب حول ديانة الويكا بدءًا من ستينيات القرن العشرين فضلًا عن مساعدة أصدقائها الويكيين على نشر الأعمال التي ألفوها من أمثال ستيوارت فارار وجانيت فارار وإيفان جون جونز. غدت في هذه الأعمال من أوائل من دعوا إلى فكرة إمكانية ممارسة أي فرد للويكا دون حاجتهم للالتحاق بالديانة على يد ويكي ملتحق من قبلهم. وأسهمت في الآن ذاته في الأبحاث التي نظرت إلى تاريخ الديانة القديم وشجعت على إجراء أبحاث مماثلة. كانت عضوًا في مجمع سحرة سيلفر مالكن وعملت مع رون كوك الذي كان شريكها العاطفي والذي أدخلها إلى المجمع خلال الفترة التي عاشتها في برايتون. كانت فالينتي في السنوات الأخيرة من حياتها راعيًا لمركز الدراسات الوثنية الذي يقع مقره في ساسكس وذلك قبل أن توافيها المنية جراء المضاعفات التي أصابتها من سرطان البنكرياس.
تركت فالينتي تحفها السحرية وأوراقها لكاهنها الأعلى الأخير جون بلهام باين الذي تبرع بهم إلى مؤسسة دورين فالينتي الخيرية في عام 2011. تحظى فالينتي بتوقيرٍ جليلٍ ضمن مجتمع معتنقي الويكا إذ تُلقب بـ«أم الشعوذة الحديثة» نظرًا للأثر الكبير الذي تركته على تاريخ ديانة الويكا وذلك فضلًا عن تناول كتابي سيرة شخصية لحياتها.

## السيرة الشخصية

### نشأتها: 1922-1952
ولدت فالينتي باسم دورين إديث دوميني في ضاحية كولييرز وود الواقعة على الأطراف المترامية لمدينة لندن ضمن منطقة ميتشام بمقاطعة سري في يوم 4 يناير عام 1922. كان والدها هاري دوميني مهندسًا مدنيًا وكان يعيش مع والدتها إديث في كولييرز وود. ينحدر هاري من خلفية ميثودية في حين تنحدر أمها من خلفية أبرشانية غير أن دورين لم تُعمّد أبدًا كما جرت العادة حينذاك ويرجع السبب في هذا إلى وقوع خلاف بين إديث والقسيس المحلي. ادعت دورين لاحقًا بأنها لم تكن على علاقةٍ وثيقة أو ودودة مع أهلها التي وصفتهم بالتقليديين للغاية وقالت بأن جل تركيزهم انصب على ارتقاء السلم الاجتماعي. انتقلت العائلة حين كانت دورين طفلة إلى بلدة هورلي بمقاطعة سري وهناك مرت بتجربة روحية أولية حين كانت تمعن النظر في القمر بحسب ما ذكرته لاحقًا. انتقلت العائلة من هناك إلى جنوب غربي إنجلترا ومن ثم إلى الغابة الجديدة. تركت والدة دورين والدها واصطحبتها للعيش مع أقاربها في مدينة ساوثهامبتون في أواخر عام 1934 أو في عام 1935. شرعت فالينتي بممارسة السحر حين كانت تبلغ الثالثة عشر عامًا إذ ألقت تعويذة ابتغت منها الحيلولة دون تعرض أمها للمضايقة من قبل أحد زملائها في العمل. ظنت دورين بأن تعويذتها هذه أعطت مفعولها. من المحتمل أن معرفتها بالممارسات السحرية منذ الصغر تنبع من الكتب التي وجدتها في المكتبة المحلية. شعر أهل دورين بالقلق حيال سلوكها هذا وأرسلوها إلى مدرسة كاثوليكية. كرهت دورين المدرسة وتركتها في سن الخامسة عشر رافضةً العودة إليها. أرادت بعدها ارتياد مدرسة فنون ولكنها وجدت وظيفة في أحد المصانع قبل انتقالها للعمل كموظفة وضاربة على الآلة الكاتبة في مجلس إعانة البطالة.
أصبحت فالينتي إبان الحرب العالمية الثانية موظفة مدنية مؤقتة برتبة مساعد أول في وزارة الخارجية مزاولةً عملها كمترجمة في مركز حديقة بلتشلي. أرسِلت إلى جنوب ويلز حين كانت على رأس عملها وهناك التقت في بلدة باري بجندي يوناني في القوات البحرية التجارية يدعى جوانس فلاخوبولوس. دخل الاثنان في علاقة ليتزوجا بعدها في شرقي مقاطعة غلامورغان بتاريخ 31 يناير عام 1941. كان فلاخوبولوس يؤدي الخدمة على متن سفينة «باندياس» حين قامت غواصة يو بوت ألمانية بإغراقها قبالة ساحل غرب إفريقيا في شهر يونيو من عام 1941. اعتُبر الشاب في عداد المفقودين في المعركة وافتُرضت وفاته على إثر ذلك. اشتغلت فالينتي عددًا من الأعمال قصيرة الأمد في ويلز بعد ترملها خلال عام 1942 وعام 1943. من المحتمل أن هذه الأعمال كانت غطاءً لعملها الاستخباراتي.
نُقلت دورين بعد شهر أكتوبر من عام 1943 إلى مكاتب جهاز الاستخبارات في مركز حديقة بلتشلي الواقع ضمن منطقة مايفير في لندن وهناك شاركت في عملية فك تشفير رسائل العدو. التقت في لندن برجل إسباني كان قد فر من الحرب الأهلية الإسبانية يدعى كازيميرو فالينتي. كان فالينتي قد حارب إلى جانب الجيش الجمهوري الإسباني قبل التحاقه بصفوف الفيلق الأجنبي الفرنسي وإصابته بعدها بجروح في معركة نارفيك وإجلائه إلى إنجلترا. تزوج الاثنان في مكتب السجل المدني بسانت بانكراس بتاريخ 29 مايو عام 1944. انتقل الثنائي إلى مدينة بورنموث التي كانت تعيش فيها والدة دورين وعمل كازيميرو هناك كطاهٍ. قالت فالينتي في ما بعد بأنها عانت هي وزوجها من العنصرية بعد انتهاء الحرب بسبب أواصرهم الأجنبية.
بدأت فالينتي بممارسة السحر الشعائري مع صديقها «زيركي» في شقته وجاء ذلك بعدما وسعت آفاق اهتمامها بالخفيانية. حصلت فالينتي على مجموعة من الملابس والإكسسوارات السحرية والدفاتر العائدة لأحد الأطباء المتوفين حديثًا. كان هذا الطبيب عضوًا في جماعة «ألفا إت أوميغا» المنشقة عن جماعة الفجر الذهبي الهرمسية. حاولت فالينتي في تلك الأثناء تعلم اللغة العبرية وهي لغة ذات استعمالات عديدة في السحر الشعائري. كذلك اتخذت من اسم «آمث» اسمًا سحريًا لها في غضون هذه الفترة. انصب اهتمامها تحديدًا على كتاب الوحش الكبير من تأليف جون سيموند الذي تناول سيرة حياة آليستر كراولي الذي يعود إليه الفضل في تأسيس ديانة ثيليما في عام 1904، وبعدها قرأت بلهفة نسخةً من كتاب السحر نظريًا وعمليًا لكراولي والتي وجدتها في إحدى المكتبات القريبة. كذلك اكتسبت في الوقت ذاته بعض الخبرة العملية في الديانات الباطنية على غرار الروحية والثيوصوفية بعد حضورها فروضًا لكنيسة مسيحية روحية محلية في تشارمنستر.